# Батюнино
Батюнино — упразднённая деревня Московской области, вошедшая в состав Москвы в 1960 году.

## Название
Предположительно, название связано с древнерусским личным именем Батюня (Батька, Батюшко).

## Географическое расположение
Деревня Батюнино находилась в пойме Москвы-реки, на левом берегу Батюнинского пруда.

## История
Деревня известна с XVII в, тогда она входила в состав Коломенской дворцовой волости. В ней проживало 10 семей рыбаков, которых называли «кошельниками». Это название появилось из-за того, что рыбаки сдавали оброк в виде кошеля рыбы. Под кошелем имелась в виду ёмкость для перевозки рыбы. Жители Батюнино не только ловили рыбу для царского дворца, но и охраняли пруды от посторонних.
За свою службу рыбаки получали земельные наделы. В 1670-х гг. на 85 десятинах земли размещались их дома, пастбища, пашни, сенокосы и капустники.
После того, как в начале XVIII в. столицу перенесли в Петербург рыбный промысел стал приходить в упадок. Жители были вынуждены платить денежный оброк.
В середине XIX в. в Батюнино насчитывался 31 двор, в которых было около 200 жителей.
В черты Москвы деревня вошла в 1960 г.

## Память
Память о деревне сохранилась в названии улицы Батюнинская.